# Васильевка (Аксубаевский район)
Васильевка — посёлок в Аксубаевском районе Татарстана. Входит в Саврушское сельское поселение.

## Описание
Посёлок расположен в верховье реки Саврушка в 15 км к северу-западу от Аксубаево.
Улицы: Дорожная, Западная, Заречная, Лесная, Центральная, Шоссейная, Южная.
В посёлке имеются начальная школа, клуб.
Полеводство, свиноводство, пчеловодство.
| С-З | Казань ~ 170 км Чебоксары ~ 344 км   | Чистополь ~ 50 км | Нижнекамск ~ 147 км Набережные Челны ~ 190 км | С-В |
| З   | Болгар ~ 154 км                      | Роза ветров       | Новошешминск ~ 91 км                          | В   |
| Ю-З | Тольятти ~ 269 км Ульяновск ~ 298 км | Нурлат ~ 71 км    | Альметьевск ~ 166 км Бугульма ~ 220 км        | Ю-В |

## Население
| Численность жителей Васильевки по годам |          |          |          |          |          |          |          |
| 1926                                    | 1938     | 1949     | 1958     | 1970     | 1979     | 1989     | 2011     |
| 203 чел.                                | ↗275чел. | ↘261чел. | ↗312чел. | ↗409чел. | ↗416чел. | ↘246чел. | ↘215чел. |

Жители по национальности — чуваши.

## История
Основан в 1910-х годах выходцами из села Старые Савруши. До 1920 входил в Ново-Адамскую волость Чистопольского уезда Казанской губернии. С 1920 в составе Чистопольского кантона ТАССР. С 10.8.1930 в Аксубаевском, с 1.2.1963 в Октябрьском, с 12.1.1965 в Аксубаевском районах.